# Olympische Sommerspiele 2024/Leichtathletik – 100 m Hürden (Frauen)
Der 100-Meter-Hürdenlauf der Frauen bei den Olympischen Spielen 2024 in Paris fand vom 7. August 2024 bis zum 10. August 2024 im Stade de France statt.

## Aktuelle Titelträgerinnen
| Olympiasiegerin                        | Jasmine Camacho-Quinn ( Puerto Rico)  | 12,37 s | Tokio 2020     |
| Weltmeisterin                          | Danielle Williams ( Jamaika)          | 12,43 s | Budapest 2023  |
| Europameisterin                        | Cyréna Samba-Mayela ( Frankreich)     | 12,31 s | Rom 2024       |
| Nord-/Zentralamerika-/Karibikmeisterin | Alaysha Johnson ( Vereinigte Staaten) | 12,62 s | Freeport 2022  |
| Südamerikameisterin                    | Caroline Tomaz ( Brasilien)           | 13,26 s | São Paulo 2023 |
| Asienmeisterin                         | Jyothi Yarraji ( Indien)              | 13,09 s | Bangkok 2023   |
| Afrikameisterin                        | Ebony Morrison ( Liberia)             | 12,70 s | Douala 2024    |
| Ozeanienmeisterin                      | Liz Clay ( Australien)                | 12,99 s | Suva 2024      |

## Rekorde

### Bestehende Rekorde
| Weltrekord         | Tobi Amusan ( Nigeria)               | 12,12 s | Eugene, Vereinigte Staaten | 24. Juli 2022  |
| Olympischer Rekord | Jasmine Camacho-Quinn ( Puerto Rico) | 12,26 s | Halbfinale Tokio, Japan    | 1. August 2021 |

## Vorläufe
7. August 2024, 10:15 Uhr
Für das Halbfinale qualifizierten sich die ersten drei Athletinnen aller fünf Vorläufe sowie die Athletinnen mit den drei schnellsten restlichen Zeiten. Alle restlichen Athletinnen mit gültigen Leistungen (nicht DSQ, DNF oder DNS) qualifizierten sich für die Hoffnungsrunde.

### Vorlauf 1
Wind: −0,1 m/s
| Rang | Athletin             | Nation             | Zeit (s) | Anmerkung |
| ---- | -------------------- | ------------------ | -------- | --------- |
| 1    | Tobi Amusan          | Nigeria            | 12,49    | Q         |
| 2    | Alaysha Johnson      | Vereinigte Staaten | 12,61    | Q         |
| 3    | Janeek Brown         | Jamaika            | 12,84    | Q         |
| 4    | Mako Fukube          | Japan              | 12,85    | q         |
| 5    | Sidonie Fiadanantsoa | Madagaskar         | 12,92    | Re        |
| 6    | Wu Yanni             | China              | 12,97    | Re        |
| 7    | Maayke Tjin-A-Lim    | Niederlande        | 12,98    | Re        |
| 8    | Maribel Caicedo      | Ecuador            | 13,05    | Re        |

### Vorlauf 2
Wind: 0,0 m/s
| Rang | Athletin              | Nation         | Zeit (s) | Anmerkung |
| ---- | --------------------- | -------------- | -------- | --------- |
| 1    | Jasmine Camacho-Quinn | Puerto Rico    | 12,42    | Q         |
| 2    | Cindy Sember          | Großbritannien | 12,72    | Q         |
| 3    | Pia Skrzyszowska      | Polen          | 12,82    | Q         |
| 4    | Denisha Cartwright    | Bahamas        | 12,89    | Re        |
| 5    | Yumi Tanaka           | Japan          | 12,90    | Re        |
| 6    | Ebony Morrison        | Liberia        | 12,93    | Re        |
| 7    | Celeste Mucci         | Australien     | 13,05    | Re        |
| 8    | Emelia Chatfield      | Haiti          | 13,06    | Re        |

### Vorlauf 3
Wind: +0,8 m/s
| Rang | Athletin            | Nation             | Zeit (s) | Anmerkung |
| ---- | ------------------- | ------------------ | -------- | --------- |
| 1    | Masai Russell       | Vereinigte Staaten | 12,528   | Q         |
| 1    | Nadine Visser       | Niederlande        | 12,528   | Q         |
| 3    | Cyréna Samba-Mayela | Frankreich         | 12,56    | Q         |
| 4    | Charisma Taylor     | Bahamas            | 12,78    | q         |
| 5    | Mariam Abdul-Rashid | Kanada             | 12,80    | q         |
| 6    | Reetta Hurske       | Finnland           | 12,96    | Re        |
| 7    | Gréta Kerekes       | Ungarn             | 13,50    | Re        |
| 8    | Michelle Jenneke    | Australien         | 20,85    | Re        |

### Vorlauf 4
Wind: 0,0 m/s
| Rang | Athletin          | Nation     | Zeit (s) | Anmerkung   |
| ---- | ----------------- | ---------- | -------- | ----------- |
| 1    | Danielle Williams | Jamaika    | 12,59    | Q           |
| 2    | Sarah Lavin       | Irland     | 12,73    | Q           |
| 3    | Ditaji Kambundji  | Schweiz    | 12,81    | Q           |
| 4    | Marione Fourie    | Südafrika  | 12,91    | Re          |
| 5    | Laëticia Bapté    | Frankreich | 13,04    | Re          |
| 6    | Luca Kozák        | Ungarn     | 13,11    | Re          |
| 7    | Jyothi Yarraji    | Indien     | 13,16    | Re          |
|      | Yoveinny Mota     | Venezuela  | DSQ      | TR22.6.2[K] |

### Vorlauf 5
Wind: −0,6 m/s
| Rang | Athletin          | Nation             | Zeit (s) | Anmerkung |
| ---- | ----------------- | ------------------ | -------- | --------- |
| 1    | Ackera Nugent     | Jamaika            | 12,65    | Q         |
| 2    | Devynne Charlton  | Bahamas            | 12,71    | Q         |
| 3    | Grace Stark       | Vereinigte Staaten | 12,72    | Q         |
| 4    | Liz Clay          | Australien         | 12,94    | Re        |
| 5    | Lotta Harala      | Finnland           | 12,97    | Re        |
| 6    | Viktória Forster  | Slowakei           | 13,08    | Re        |
| 7    | Lin Yuwei         | China              | 13,24    | Re        |
| 8    | Michelle Harrison | Kanada             | 13,40    | Re        |

## Hoffnungsrunde
8. August 2024, 10:35 Uhr
Für das Halbfinale qualifizierten sich die ersten zwei Athletinnen aller drei Hoffnungsläufe.

### Hoffnungslauf 1
Wind: +0,1 m/s
| Rang | Athletin          | Nation      | Zeit (s) | Anmerkung |
| ---- | ----------------- | ----------- | -------- | --------- |
| 1    | Marione Fourie    | Südafrika   | 12,79    | Q         |
| 2    | Maayke Tjin-A-Lim | Niederlande | 12,87    | Q, SB     |
| 3    | Viktória Forster  | Slowakei    | 12,88    |           |
| 4    | Jyothi Yarraji    | Indien      | 13,17    |           |
| 5    | Gréta Kerekes     | Ungarn      | 13,20    |           |
| 6    | Emelia Chatfield  | Haiti       | 13,24    |           |
| 7    | Michelle Jenneke  | Australien  | 13,86    |           |

### Hoffnungslauf 2
Wind: +0,4 m/s
| Rang | Athletin          | Nation     | Zeit (s) | Anmerkung |
| ---- | ----------------- | ---------- | -------- | --------- |
| 1    | Ebony Morrison    | Liberia    | 12,82    | Q         |
| 2    | Maribel Caicedo   | Ecuador    | 12,828   | Q         |
| 3    | Reetta Hurske     | Finnland   | 12,830   |           |
| 4    | Laëticia Bapté    | Frankreich | 12,92    |           |
| 5    | Celeste Mucci     | Australien | 13,00    |           |
| 6    | Lin Yuwei         | China      | 13,13    |           |
| 7    | Michelle Harrison | Kanada     | 13,30    |           |

### Hoffnungslauf 3
Wind: −0,2 m/s
| Rang | Athletin             | Nation     | Zeit (s) | Anmerkung |
| ---- | -------------------- | ---------- | -------- | --------- |
| 1    | Lotta Harala         | Finnland   | 12,86    | Q         |
| 2    | Yumi Tanaka          | Japan      | 12,89    | Q         |
| 3    | Luca Kozák           | Ungarn     | 12,96    | SB        |
| 4    | Wu Yanni             | China      | 12,98    |           |
| 5    | Liz Clay             | Australien | 12,99    |           |
| 6    | Sidonie Fiadanantsoa | Madagaskar | 13,12    |           |
| 7    | Denisha Cartwright   | Bahamas    | 13,45    |           |

## Halbfinale
9. August 2024, 12:05 Uhr
Für das Finale qualifizierten sich die ersten zwei Athletinnen der drei Läufe sowie die Athletinnen mit den zwei schnellsten restlichen Zeiten.

### Lauf 1
Wind: +0,5 m/s
| Rang | Athletin            | Nation             | Zeit (s) | Anmerkung |
| ---- | ------------------- | ------------------ | -------- | --------- |
| 1    | Grace Stark         | Vereinigte Staaten | 12,39    | Q         |
| 2    | Devynne Charlton    | Bahamas            | 12,50    | Q         |
| 3    | Tobi Amusan         | Nigeria            | 12,548   |           |
| 3    | Pia Skrzyszowska    | Polen              | 12,548   |           |
| 5    | Mariam Abdul-Rashid | Kanada             | 12,60    | PB        |
| 6    | Danielle Williams   | Jamaika            | 12,82    |           |
| 7    | Yumi Tanaka         | Japan              | 12,91    |           |
|      | Ebony Morrison      | Liberia            | DSQ      | TR22.6    |

### Lauf 2
Wind: +0,4 m/s
| Rang | Athletin         | Nation             | Zeit (s) | Anmerkung |
| ---- | ---------------- | ------------------ | -------- | --------- |
| 1    | Alaysha Johnson  | Vereinigte Staaten | 12,34    | Q         |
| 2    | Nadine Visser    | Niederlande        | 12,43    | Q         |
| 3    | Charisma Taylor  | Bahamas            | 12,63    | PB        |
| 4    | Maribel Caicedo  | Ecuador            | 12,67    |           |
| 5    | Ditaji Kambundji | Schweiz            | 12,68    |           |
| 6    | Sarah Lavin      | Irland             | 12,69    |           |
| 7    | Janeek Brown     | Jamaika            | 12,92    |           |
| 8    | Lotta Harala     | Finnland           | 13,05    |           |

### Lauf 3
Wind: −0,7 m/s
| Rang | Athletin              | Nation             | Zeit (s) | Anmerkung |
| ---- | --------------------- | ------------------ | -------- | --------- |
| 1    | Jasmine Camacho-Quinn | Puerto Rico        | 12,35    | Q, SB     |
| 2    | Masai Russell         | Vereinigte Staaten | 12,42    | Q         |
| 3    | Ackera Nugent         | Jamaika            | 12,44    | q         |
| 4    | Cyréna Samba-Mayela   | Frankreich         | 12,52    | q         |
| 5    | Mako Fukube           | Japan              | 12,89    |           |
| 6    | Marione Fourie        | Südafrika          | 13,01    |           |
| 7    | Maayke Tjin-A-Lim     | Niederlande        | 13,03    |           |
|      | Cindy Sember          | Großbritannien     | DNF      |           |

## Finale
10. August 2024, 19:35 Uhr
Wind: −0,3 m/s
| Rang | Athletin              | Nation             | Zeit (s) | Anmerkung |
| ---- | --------------------- | ------------------ | -------- | --------- |
| 1    | Masai Russell         | Vereinigte Staaten | 12,33    |           |
| 2    | Cyréna Samba-Mayela   | Frankreich         | 12,34    |           |
| 3    | Jasmine Camacho-Quinn | Puerto Rico        | 12,36    |           |
| 4    | Nadine Visser         | Niederlande        | 12,425   |           |
| 5    | Grace Stark           | Vereinigte Staaten | 12,428   |           |
| 6    | Devynne Charlton      | Bahamas            | 12,56    |           |
| 7    | Alaysha Johnson       | Vereinigte Staaten | 12,93    |           |
|      | Ackera Nugent         | Jamaika            | DNF      |           |